# ولینگتون (میزوری)
ولینگتون (به انگلیسی: Wellington) یک شهر در ایالات متحده آمریکا است که در شهرستان لافایت، میزوری واقع شده‌است. ولینگتون ۲٫۹۳ کیلومتر مربع مساحت و ۸۱۲ نفر جمعیت دارد و ۲۴۰ متر بالاتر از سطح دریا واقع شده‌است.